# Alberweiler (Herdwangen-Schönach)
Alberweiler ist ein Dorf in der Gemeinde Herdwangen-Schönach im Süden des Landkreises Sigmaringen in Baden-Württemberg.

## Geographie
Alberweiler liegt etwas versteckt zwischen dem Herdwanger Ried und den Höhenzügen der Endmoräne aus der letzten Eiszeit. Im nahe gelegenen Ried entspringt die Linzer Aach. Südwestlich von Alberweiler liegt der Teilort Herdwangen, an den es kirchlich und schulisch orientiert ist.

## Geschichte
Der Ortsname, erstmals als Adelberinwilare erwähnt, leitet sich vom Personennamen Adalbero ab.
Die Petershauser Chronik aus dem 12. Jahrhundert verzeichnet im 11. Jahrhundert Schenkungen der Grafen Eberhard von Bodman und Gero von Pfullendorf in Alberweiler an das Kloster Petershausen. Die Zehntrechte gelangten 1392 von Cunrat Grämlich an das Kloster Reichenau. Die Vogtei befand sich im 15. Jahrhundert im Besitz der Herren von Zimmern und 1517 in der Hand des Klosters Petershausen, das sie im gleichen Jahr wegen wirtschaftlicher Schwierigkeiten wieder verkaufen musste.
Der Einzelhof Wollreute befand sich 1505 (Wolrüti) im Besitz des Klosters Wald. Der Hof ist vermutlich als jüngere Ausbausiedlung durch Rodung (Reute) eines Waldstücks entstanden.
Alberweiler gehörte zum Petershauser Amt Herdwangen und wurde so nach der Säkularisation dem Großherzogtum Baden zugeschlagen. Als Ortsgemeinde war Alberweiler innerhalb der Samtgemeinde Herdwangen relativ selbständig, bis es 1924 auf Druck des Bezirksamtes ganz eingemeindet wurde. Zusammen mit Herdwangen kam der Ort dann in der Gemeindereform 1974 zur Gemeinde Herdwangen-Schönach.

## Sehenswürdigkeiten
- Kapelle St. Nikolaus von Flüe